# 성천군
성천군(成川郡)은 평안남도 남단에 있는 군이다.

## 위치와 지형
평안남도 내륙에 있는 군으로, 평양의 북쪽에 인접해 있다. 서쪽은 평성시, 북쪽은 은산군과 북창군, 동쪽은 신양군과 회창군, 남쪽은 평양이다.
동부와 남부에는 산지가 있고, 서부와 북부는 비교적 낮은 구릉지대이다. 밭농사를 주로 짓는다.

## 역사
| Daedongyeojido (Gyujanggak) 08-03.jpg | Daedongyeojido (Gyujanggak) 08-02.jpg |
| Daedongyeojido (Gyujanggak) 09-03.jpg | Daedongyeojido (Gyujanggak) 09-02.jpg |

931년, 고려에 의해서 강덕진이 놓여졌고 1017년에는 성주 방어사가 되었다. 조선왕조 시대인 1414년에 성천으로 개칭되었다. 1895년에 성천군이 되었다. 1929년 4월 1일 천성면(天成面)이 사가면에 합면하였다. 1945년 8월 시점에 13면 105리로 이루어져 있었다.
1952년, 북한의 행정구역 개편에 의해, 회창군 등이 분리되어 성천군(1읍 27리)이 재편되었다. 현재는 1읍 20리 3 노동자구로 이루어져 있다.

## 행정 구역
현재 성천군은 1읍(성천읍(成川邑))과 4구
(신성천로동자구(新成川勞動者區),장림로동자구(長林勞動者區), 은곡로동자구(銀谷勞動者區), 군자로동자구(君子勞動者區)), 그리고 22리(남원리(南源里),룡흥리(龍興里), 암포리(巖浦里), 향풍리(香楓里), 상하리(上下里), 온정리(溫井里), 대봉리(大峯里), 룡산리(龍山里), 덕암리(德巖里), 백원리(百源里), 문옥리(文玉里), 삼덕리(三德里), 기창리(岐倉里), 금평리(錦坪里), 신풍리(新豊里), 장상리(長上里), 삭창리(朔倉里), 거흥리(巨興里), 회전리(檜田里), 계석리(溪石里), 운봉리(雲峯里))가 있다.